# Selenops zuluanus
Espèce
Selenops zuluanus est une espèce d'araignées aranéomorphes de la famille des Selenopidae.

## Distribution
Cette espèce se rencontre au Zimbabwe, au Botswana et en Afrique du Sud au Limpopo, au Mpumalanga et au KwaZulu-Natal,.

## Description
Le mâle mesure 12,3 mm. La carapace de la femelle mesure 6,2 mm de long sur 7,6 mm et l'abdomen 10 mm de long.

## Publication originale
- Lawrence, 1940 :  The genus Selenops (Araneae) in South Africa. Annals of the South African Museum, vol. 32, p. 555-608 (texte intégral).